# Selve
Selve (Зельве) — з 1919 року німецький виробник автомобілів. Штаб-квартира розташована в місті Гамельн. У 1932 році потужності колишнього автомобільного заводу були продані компанії Deutsch-Asiatische Werke AG. У 1929 році компанія припинила виробництво автомобілів.

## Заснування компанії
Вальтер Зельве, власник компанії Basse & Selve з міста Альтена (земля Північний Рейн-Вестфалія), у 1917 році купує виробничі потужності фірми Norddeutsche Automobilwerke GmbH, що знаходилася в місті Гамельні, земля Нижня Саксонія. Місто Гамельн - маленьке місто з населенням трохи більше 50 000 жителів, проте відоме завдяки легенді про чарівну флейту, за допомогою якої із міста вивели щурів і втопили в річці. Фірма NAW, засновником якої був Ганс Хартманн, випускала з 1907 по 1915 роки автомобілі марок "Sperber" і "Colibri", з початком військових дій на мапі Європи підприємство перейшло на виробництво гранат. Перша світова війна підходила до кінця, і колишні господарі не в силах були відновити виробництво автомобілів, тому любитель перегонів і неодноразовий переможець змагань Вальтер Зельве з'явився досить вчасно.

## Вальтер Зельве

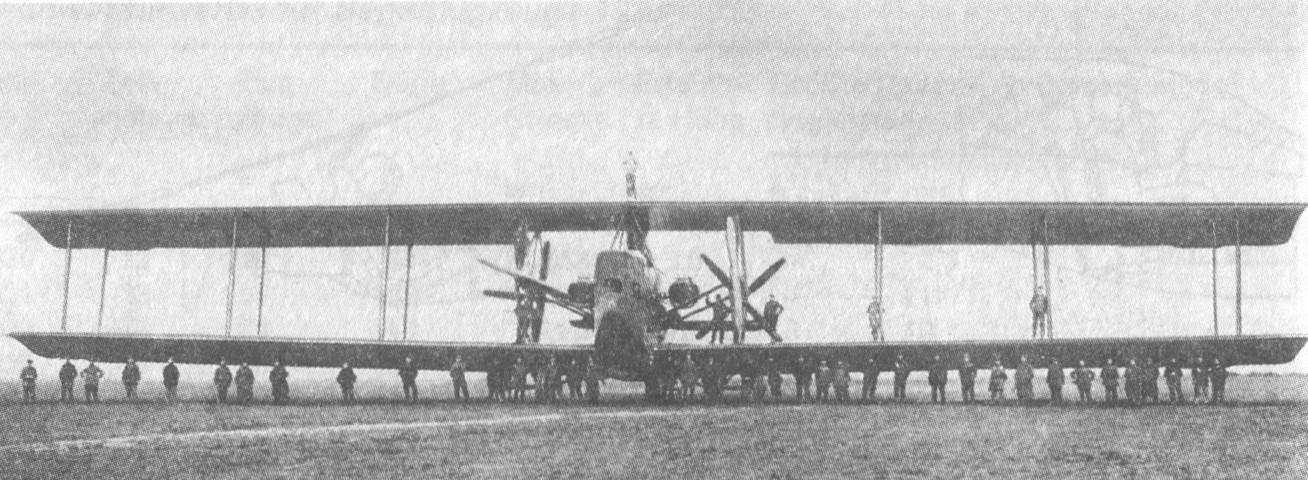
Siemens-Schuckert R.VIII - найбільший літак у світі на момент своєї появи, розмах крила 48 метрів. Літак оснащувався шістьма моторами Basse und Selve, кожен потужністю 300 к.с.

Вальтер Зельве народився в 1876 році в сім'ї потомствених сталеварів, отримав гарну освіту і відслужив в армії. В молодості Вальтер захопився велосипедами, відомо, що всього він взяв участь в 33 заходах, з яких виграв 18, в п'яти він зайняв друге місце і в трьох задовольнився бронзою. У 1900 році Вальтер вперше проїхався на триколісному De Dion-Bouton, вибір на цю марку упав завдяки тому, що французи закуповували деякі деталі для своїх автомобілів у Basse & Selve. У 1906 році Зельве був помічений у змаганнях на катерах, де він не здобув тих лаврів, що далися йому у велоспорті. У 1907 році Густав Зельве, що був на 33 сходинці найбагатших людей Німеччини, дарує своєму синові німецький Mercedes Tourenwagen, оскільки негоже громадянину Німеччини їздити на французьких машинах. Всього через два роки Вальтер Зельве дебютує в автомобільних гонках, причому досить успішно, його Opel зайняв призове місце у своєму класі в перегонах на "Приз Принца Генріха". У 1914 році, коли почалася війна, біля керма компанії Basse & Selve уже п'ять років стояв сам Вальтер. Його фірма почала виробництво броньованих листів для бронетехніки, а також продовжило виготовлення авіаційних моторів власної конструкції, яке почалося ще в 1911 році. Двигунами, які виготовлялися фірмою з Альтени, оснащувалися літаки конструкції Румплера, який відомий своїм краплеподібним автомобілем марки Rumpler. Також двигуни цієї марки встановили на прототип найбільшого німецького бомбардувальника Siemens-Schuckert R.VIII, який так і не злетів. У 1918 році за заслуги перед країною Зельве був подарований титул дворянина, тепер його звали барон Герман Генріх Макс Вальтер фон Зельве.

## Початок виробництва автомобілів

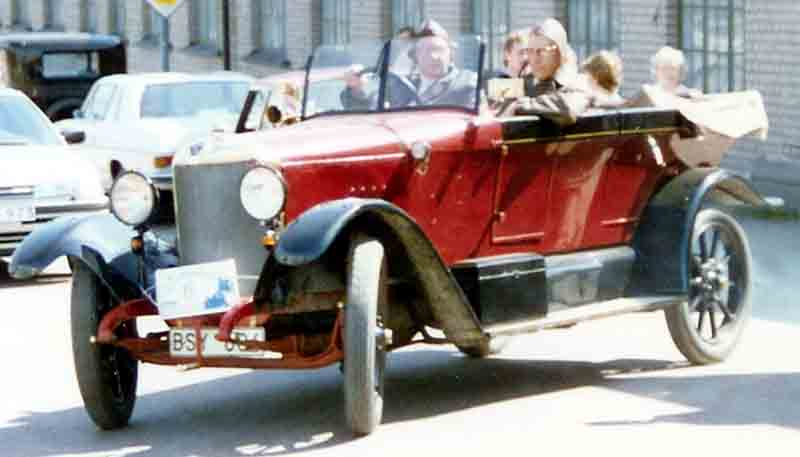
Selve Typ 6/24PS Phaeton

Зельве, будучи сам інженером (у 1919 році захистив докторську дисертацію у Технічному університеті Аахена), хотів мати на виході якісні автомобілі зі спортивним спрямуванням, тому на посаду головного конструктора був запрошений Ернст Леманн. У 1919 році з'явилася перша машина марки Selve - Typ 6/20PS, її оснастили 1.6 л чотирициліндровим мотором, потужністю 20 к.с., який працював в парі з чотириступінчастою коробкою передач. Маючи власні сталеливарні потужності, фірмі було не важко впровадити у виробництво алюмінієві поршні для двигунів власної конструкції. Зельве був першим, хто застосував алюмінієві поршні в серійному автомобільному виробництві, проте вже через два роки фірма Зельве упустила пальму першості в масовому виготовленні алюмінієвих поршнів компанії Карла Шмідта, яка відома нині як KS Kolbenschmidt.
Ернст Леманн до Першої світової війни працював на посаді інженера в бельгійському Métallurgique. Він також захоплювався велоспортом, а трохи пізніше став брати участь в гонках на автомобілях. Мотори автомобілів були настільки вдалими, що закуповувати їх стали такі виробники автомобілів як Heim, Beckmann і Mannesmann. У 1920 році з'являється більш потужна модель - Typ 8/30PS з 2.1 л двигуном, потужністю 30 к.с.. Базовий кузов типу фаетон випускати власними силами і називався International, проте, крім власного кузова, шасі можна було оснастити кузовами фірм Wilhelm Karmann, Anhaltische Karosseriewerke, Kruck-Werken, A. Kellner і Autenrieth, в основному вони робили кузови за індивідуальними замовленнями клієнтів. Барон фон Зельве, що до війни захоплювався перегонами, вирішив просувати свою продукцію за допомогою того ж автоспорту. Так вже з травня 1921 року автомобілі марки Selve почали завойовувати призові місця на змаганнях, що проводилися в Німеччині. Незважаючи на те, що це були дорогі автомобілі, деякі таксисти знаходили гроші на машини цієї марки, оскільки Selve славилися якістю, особливо в цьому досягли успіху таксисти Ганновера.

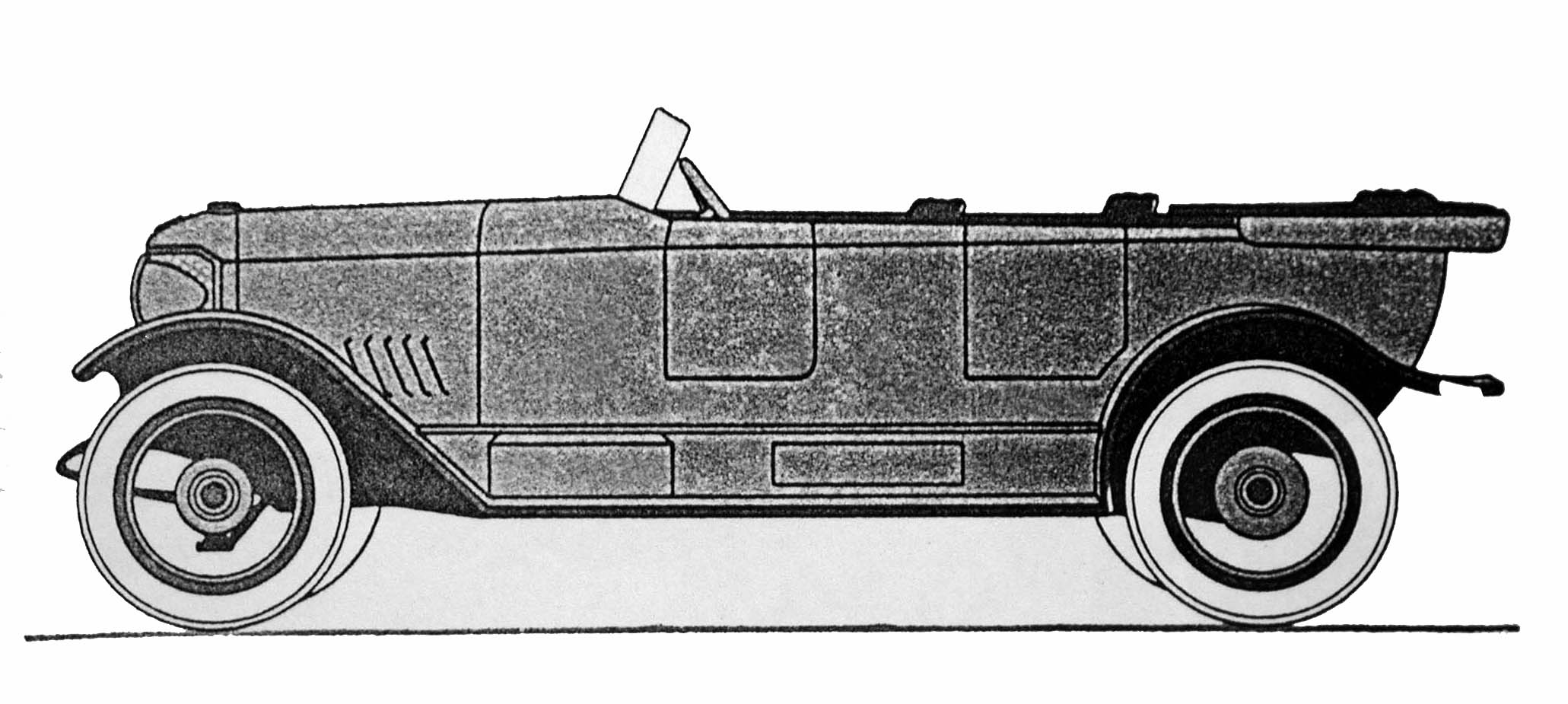
Selve Typ 8/32PS Phaeton International

У 1922 році дворічний Selve купує Адольф Гітлер, який в армії навчився керувати автомобілем, але ніколи сам за кермо не сідав. Що змусило Гітлера купити автомобіль, у якого на решітці радіатора красувалася Зірка Давида, не відомо, адже на ринку була низка інших автомобілів. Однак Гітлер не довго їздив на Selve, вже через рік він купив новий Mercedes 16/50PS. Перша особа Третього Рейху зробила ставку на "трипроменеву зірку" тому, що, живучи в Мюнхені, Гітлер випускав націоналістичну газету Völkischer Beobachter, друкарня якої знаходилася на задньому дворі представництва Mercedes. Власник представництва Якоб Верлін добре ставився до Адольфа Гітлера і зробив йому велику знижку на новий Mercedes, ще через рік Гітлер знову купив зі знижкою наступну модель Mercedes. З тих пір майбутній фюрер перейнявся любов'ю до цієї марки, і надалі робив все для її розвитку. Якби його друкарня знаходилася біля представництва іншої автомобільної марки, можливо Німеччина просувала б інший бренд. Адже Mercedes на той час не був вищою від інших марок і ледве тягнув своє існування.

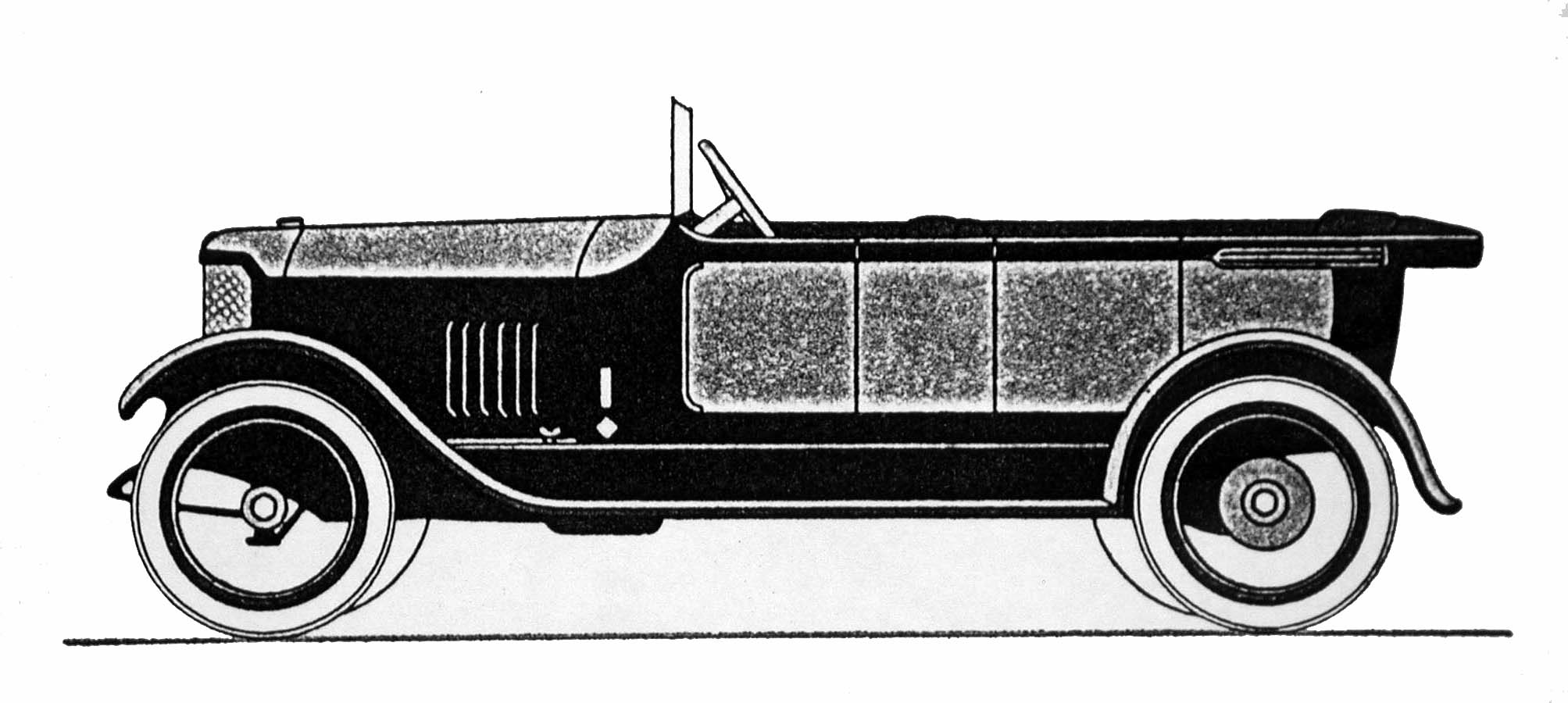
Selve Typ 8/32PS Phaeton з кузовом A. Kellner

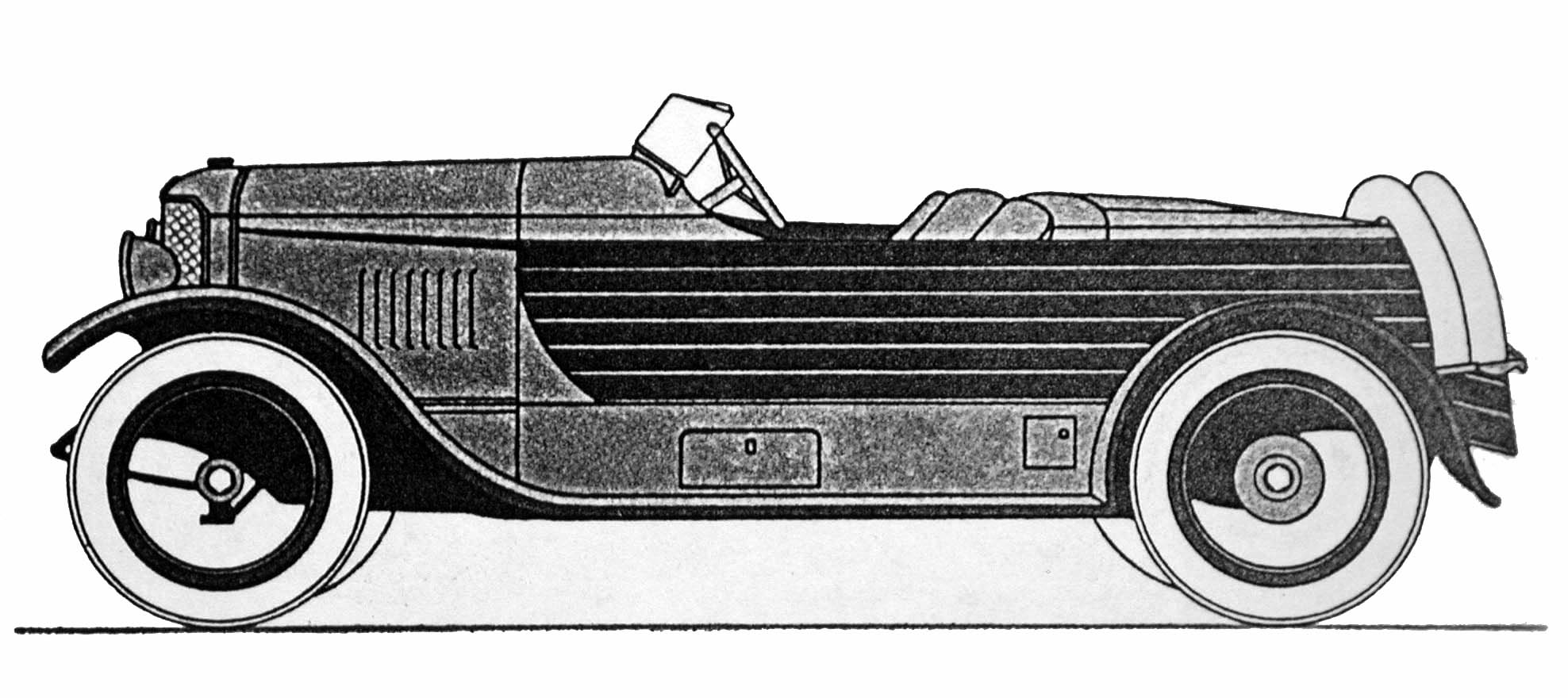
Selve Typ 8/32PS Phaeton з кузовом Kruck-Werk

Автомобільний спорт сприяв налагодженню контактів з іншими інженерами і спортсменами, так серед знайомих барона Зельве був Август Горх і багато інших талановитих і цікавих конструкторів того часу. Імениті компанії ділилися торговою і виставковою площею з недавно створеною, але вже відомою автомобільною фірмою Selve.

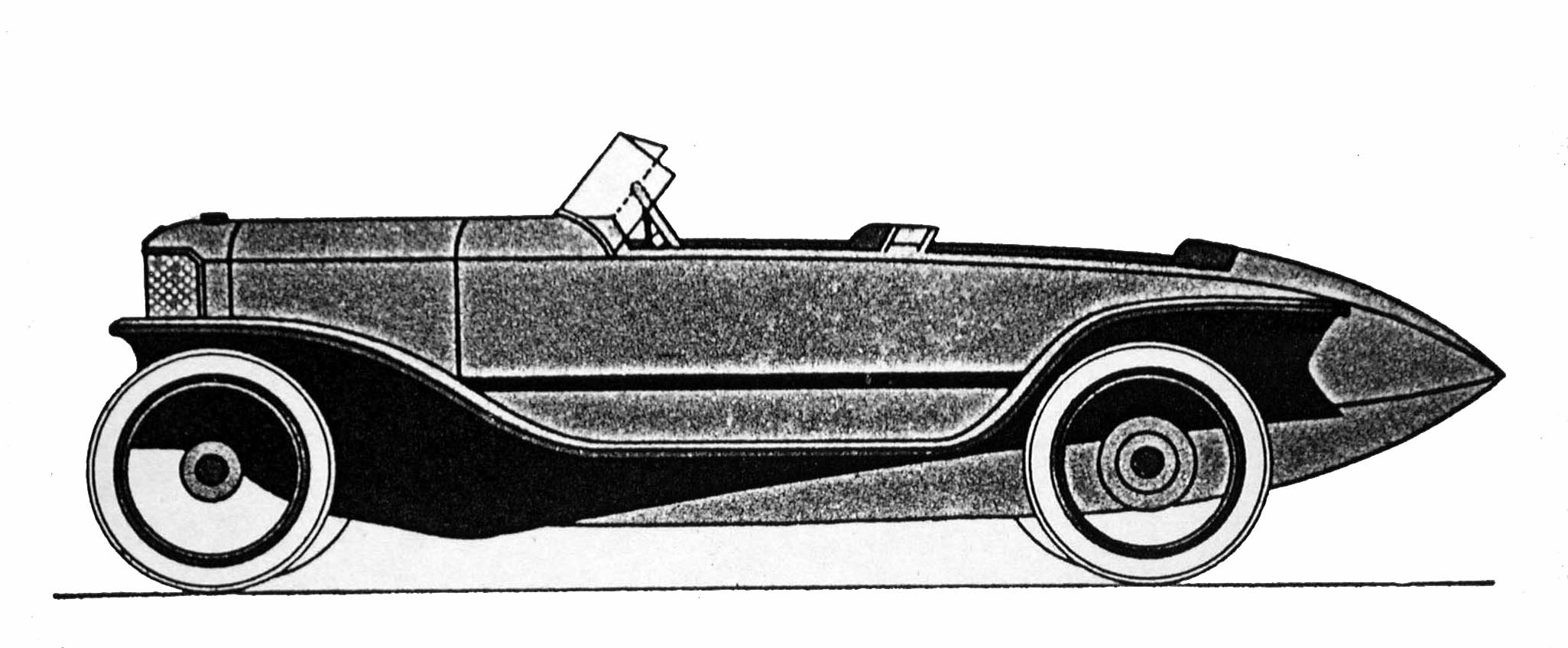
Selve Typ 8/40PS SL40 Sport

У 1923 році з'явилася модель Typ 8/32PS, удосконалена версія моделі Typ 8/30PS. 32-сильна версія стала популярна не тільки як машина спортивного спрямування, але і серед пожежників, яким потрібна була швидка і маневрена машина, а не тихохідний важкий транспортний засіб на литій гумі. Пожежне обладнання в цьому випадку також поставлялося фірмою Basse & Selve. У 1924 році з'являється більш потужна версія моделі - Typ 8/40PS Sport, під капотом у неї був чотирициліндровий 2.1 л мотор, потужністю 40 к.с.. Мотор мав шестеренний привід розподільного вала, оснащувався двома карбюраторами Solex, чотириступінчаста коробка передач поставлялася фірмою ZF. Привід гальм мали всі чотири колеса, максимальна швидкість становила 100 км/год. На базі цієї моделі Ернст Леманн будує гоночну версію машини, яка отримала індекс SL40. 23 травня 1924 року під час випробувань в Тевтобурзькому лісі в аварію потрапляє 54-річний інженер Леманн, що особисто сидів за кермом, на жаль, травми були не сумісні з життям.
Для фірми це був шок і значна втрата, почалися пошуки нового інженера, тут на допомогу прийшли зв'язки барона. Через півроку на місце головного конструктора приходить не менш досвідчений і відомий Карл Слевогт. Слевогт у 1899 році, у віці 23 років, приєднався до компанії Cudell Motoren & Co, у 1905 році він перейшов в нідерландський Spyker, з 1906 по 1907 роки працював в Laurin & Klement, з 1907 по 1910 роки працював в Puch (який зараз випускає Mercedes-Benz G-klasse), у 1910 році перейшов в A.Ruppe & Sohn, яка випускала автомобілі під маркою Piccolo. Через два роки фірма Руппе була перейменована в Apollo-Werke, після війни Слевогт захопився ідеями Пола Ярая, і оскільки у нього були розв'язані руки, то він почав експериментувати з обтічними кузовами. Прийшовши у нове підприємство, Слевогт поліпшив досить вдале шасі SL40, дволітровий мотор він форсував до 60 к.с., а на раму одягнув обтічний кузов, завдяки чому максимальна швидкість виросла до 150 км/год. Оновлений SL40 вдало становив конкуренцію на гонках, так навесні 1925 року Слевогт, сидячи за кермом спортивної машини, зайняв перше місце в своєму класі (від 2 до 3 літрів) в гонках у Хейнберзі і третє в загальному заліку, випередивши конкурентів на більших автомобілях, влітку того ж року Хьюго Вальтер займає перше місце в загальному заліку у гонках по підйому на пагорб Зауерланд. Крім цього, були перемоги і в інших гонках, що проходили як у Швейцарії, так і в Німеччині. Серед гонщиків, що виступали на автомобілях із "Зіркою Давида" на решітці радіатора, були Чернак, Гюнтер Плюшов, Ніхенке і Ціммерманн.

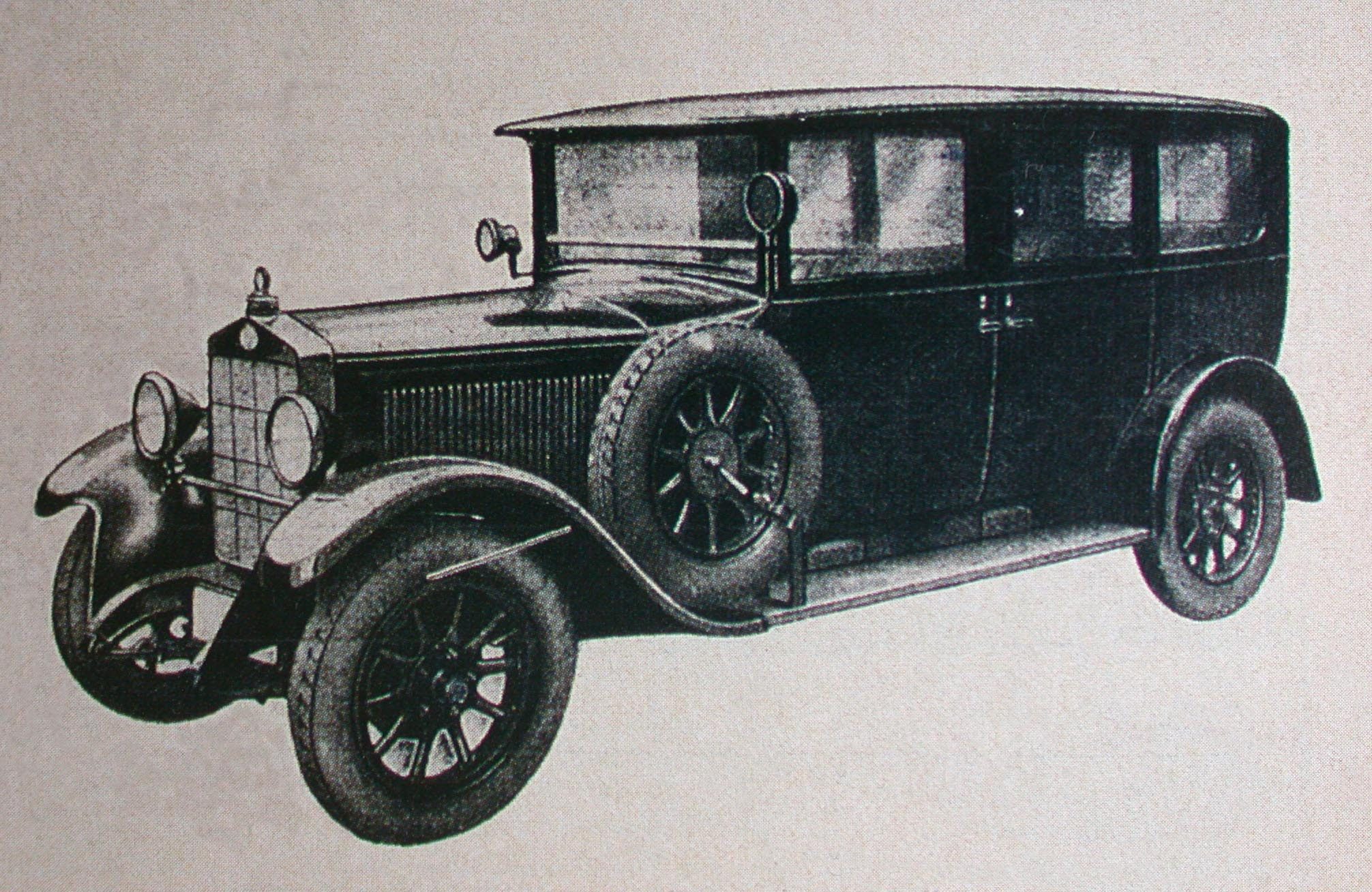
Selve Typ 11/45PS з кузовом лімузин

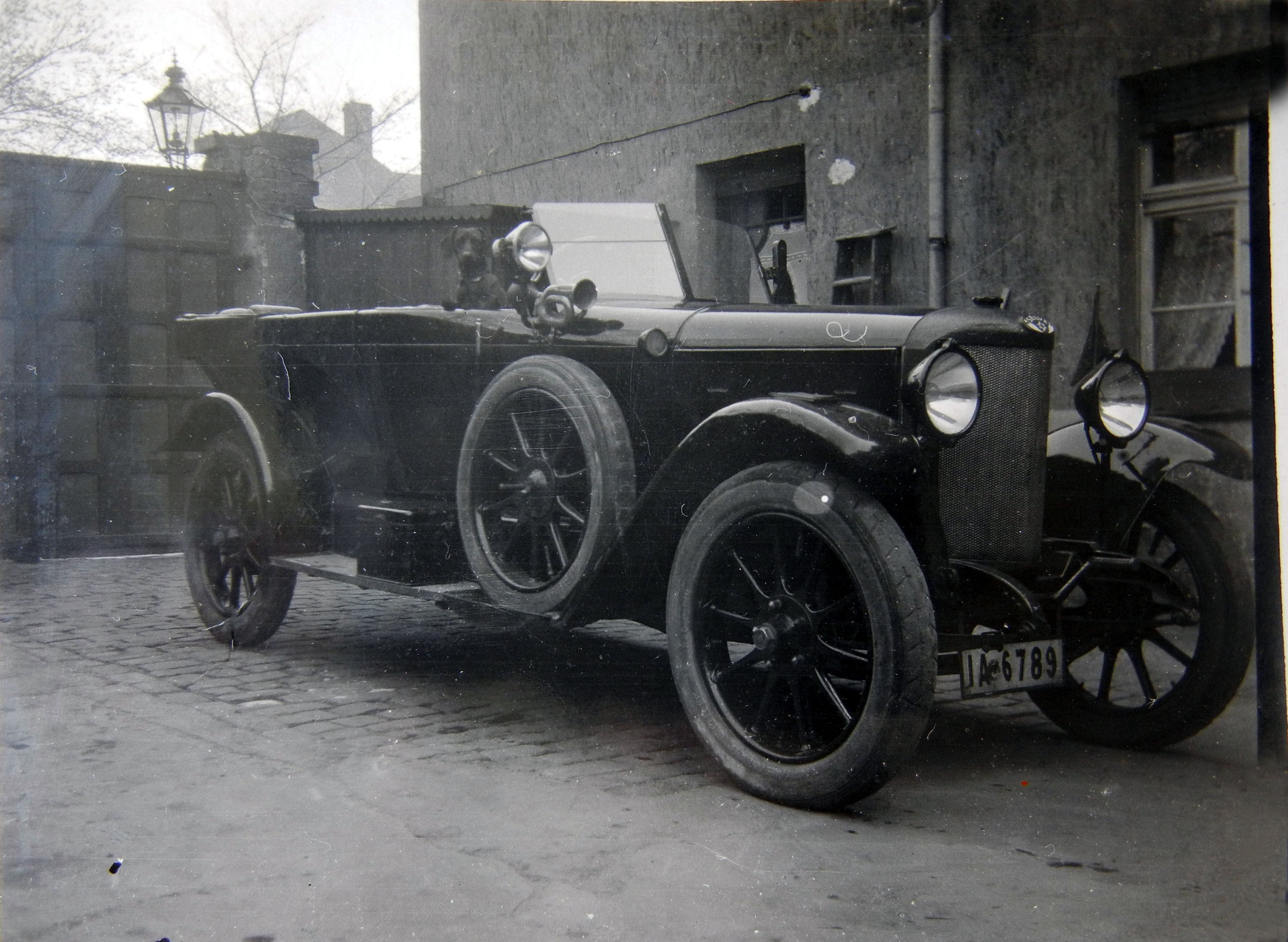
Selve Typ 9/36PS Phaeton

1925 рік був для фірми неоднозначним, з одного боку маленький виробник вийшов на швейцарський ринок, де ще в 1885 році було відкрите підприємство компанії - Schweizerische Metallwerke Selve, так дочірнє підприємство стало складати машини з вузлів, що присилалися з Німеччини. З іншого боку - завод постраждав від повені, адже виробничі потужності були колись побудовані на осушених землях, отриманих внаслідок спорудження дамби на річці Везер. Однак, природний катаклізм не завадив запустити в серію першу шестициліндрову модель Typ 11/45PS з 2.85 л мотором, топова модель оснащувалася коробкою передач з трьома передачами. Кузови для них поставляли фірми W. Karmann і G. Autenrieth. Карл Слевогт вперше розробив двигун зі знімною головкою блоку циліндрів. Мотор розвивав всього 45 к.с., але вже при 2600 об/хв. Велика шестимісна машина могла розвивати швидкість 90 км/год. Що цікаво, крім витрати палива (14 л на 100 км), завод попереджав про 750-грамову витрату мастила на 100 км ходу. Чотирициліндрова модель також була оновлена, Слевогт посилив колишнє шасі і встановив новий 2.36 л мотор, який розвивав всього 36 к.с., тепер вона називалася Typ 9/36PS. Шестициліндрову модель можна було відрізнити за плоским радіатором, а модель 9/36PS продовжувала хизуватися V-подібним радіатором, мода на які починала підходити до кінця.

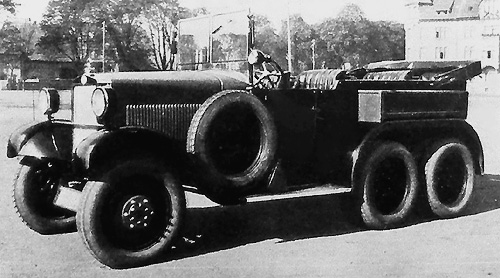
Selve Typ M6 Kfz21

У 1926 році Слевогт вирішує побудувати тривісну повнопривідну машину Typ M6 для потреб армії. Привід переднього моста був побудований за ліцензією і при участі фірми Voran, привід двох задніх мостів був власної конструкції. Двигун на прототипі був 6-циліндровим 3,1-літровим, агрегатований з 4-ступінчастою коробкою передач, передня підвіска була виконана на чотирьох поперечних чвертьеліптичних ресорах, задня - на двох поздовжніх напівеліптичних. Вага машини складала 3300 кг, що обмежувало максимальну швидкість до близько 67 км/год, витрата палива становила 24 літри на шосе і доходила до 30 літрів по пересіченій місцевості. Машину планувалося випускати на потужностях фірми Horch, але рішення так і залишилося на рівні розмов і чуток. Однак, конструкція машини не пропала в безвість, а лягла в основу військового шестиколісного Mercedes-Benz G1 (W103), під капотом цього позашляховика був той же 3.1 л 50-сильний двигун, що і на Selve Typ M6.
У 1927 році фірма вирішує остаточно закріпитися у вищому класі і відмовляється від виробництва чотирициліндрових моделей. Тим часом усередині компанії назрівав конфлікт: постачальник двигунів Selve AG, що знаходився в Альтені, і автовиробник Selve-Automobilwerke AG з Гамельна почали суперечку. Все більше і більше клієнтів скаржилося на ненадійні двигуни, що не могло не позначитися на продажах. Кожна сторона звинувачувала один одного, так автозавод звинувачував моторобудівний в поганому складанні агрегату, моторобудівники, в свою чергу, звинувачували невдалу конструкцію двигуна. У підсумку, в апогеї спору головний конструктор заводу в Гамельні Карл Слевогт вирішує покинути свій пост.

## Припинення виробництва автомобілів

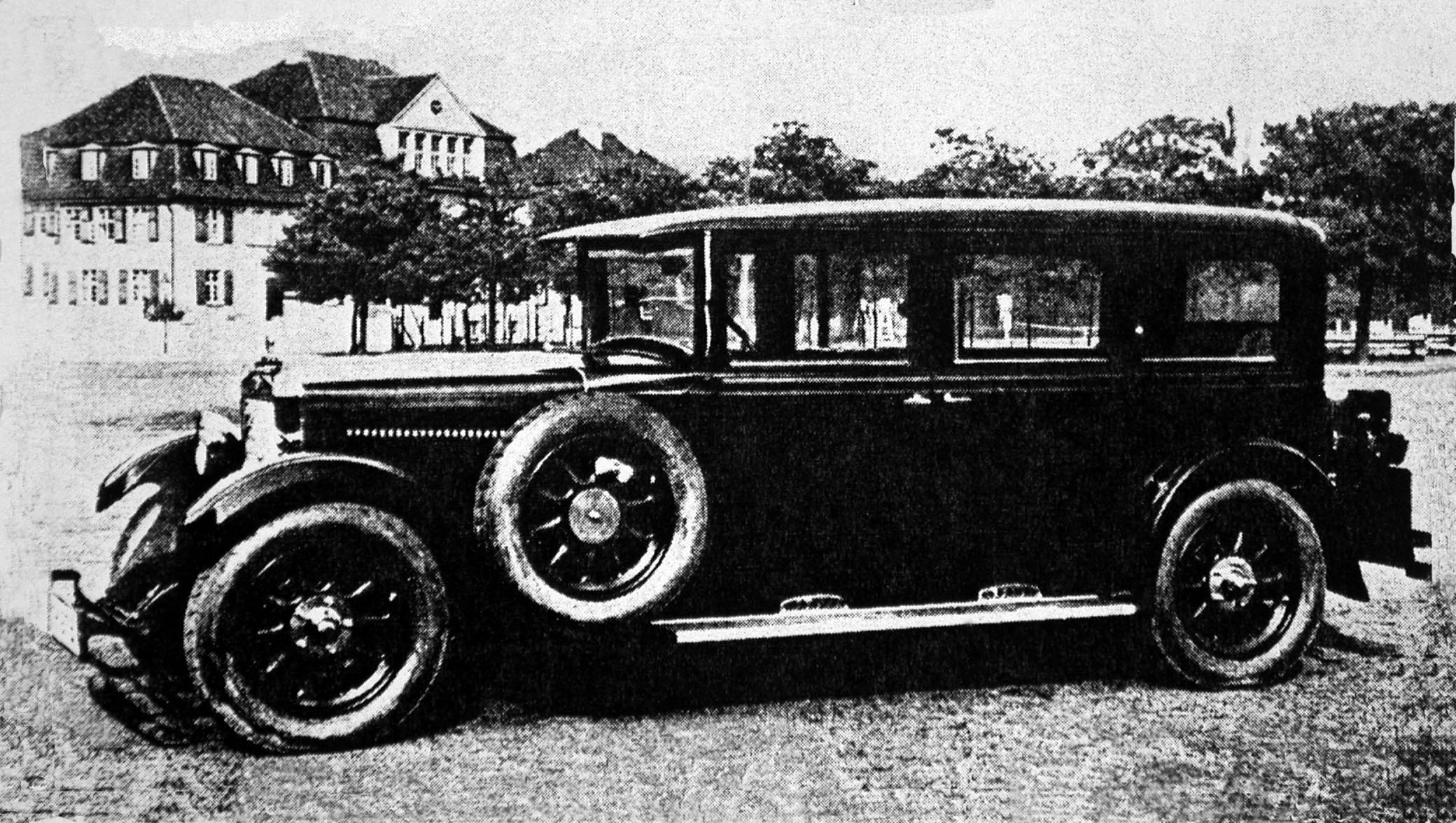
Selve Selecta Pullman. Кузови поставляли Autenrieth і Karmann

На його місце практично відразу прийшов Пауль Хенце, який, як і його попередник, починав свою кар'єру в Cudell Motoren & Co, потім Хенце перейшов в бельгійську компанію Imperia. Під керівництвом Хенце оновлюється шестициліндрова модель, яка тепер називалася 12/50PS. Оскільки з відходом Слевогта спортивна програма заводу була закрита, то рекламувати оновлені автомобілі було вирішено шляхом автопробігів. Не дивлячись на те, що 12/50PS виграє в 2500-кілометрових випробувальних тестах ADAC, слава фірми потихеньку згасала. Однак Хенце був одержимий новаторськими ідеями, під його керівництвом будується передньопривідний автомобіль Selve Selecta, на який встановили 3.1 л шестициліндровий двигун, підсилювач гальм типу Бендикс-Перро, машину показали на Берлінській виставці 1928 року. Однак складне економічне становище автомобільного відділення концерну, що належав барону, не сприяло вихожу прототипу на конвеєрну лінію. Тому в серію Selecta йде з традиційним заднім приводом, технічна начинка залишилася колишньою від моделі 12/50PS, відмінність була тільки в рамі, її зробили більш низькою. Машина вийшла дорогою, а тут ще криза, що вибухнула 1929 року, яка сильно вдарила по підприємству, і незабаром завод закрився, залишивши без роботи близько 750 чоловік. Сам Барон фон Зельве перебрався в Ліхтенштейн, завдяки чому його оминув геноцид перед єврейським народом на території нацистської Німеччини, що вибухнув пізніше.

## Закриття компанії
У 1932 році потужності колишнього автомобільного заводу були продані компанії Deutsch-Asiatische Werke AG, у 1933 році будівлі в черговий раз змінили власника, ставши називатися Deutsche Automobilwerke AG (DAWAG). Пан Медерер планував на цих заводах випускати "народні автомобілі", які задовольняли б умови, висунуті Адольфом Гітлером. Не дивлячись на те, що проект з технічної своєї частини заручився схваленням від Аугуста Горха, Медерер не зміг знайти гроші, щоб запустити в серію свій Volkswagen, і автомобільна історія заводу на цьому закінчилася.

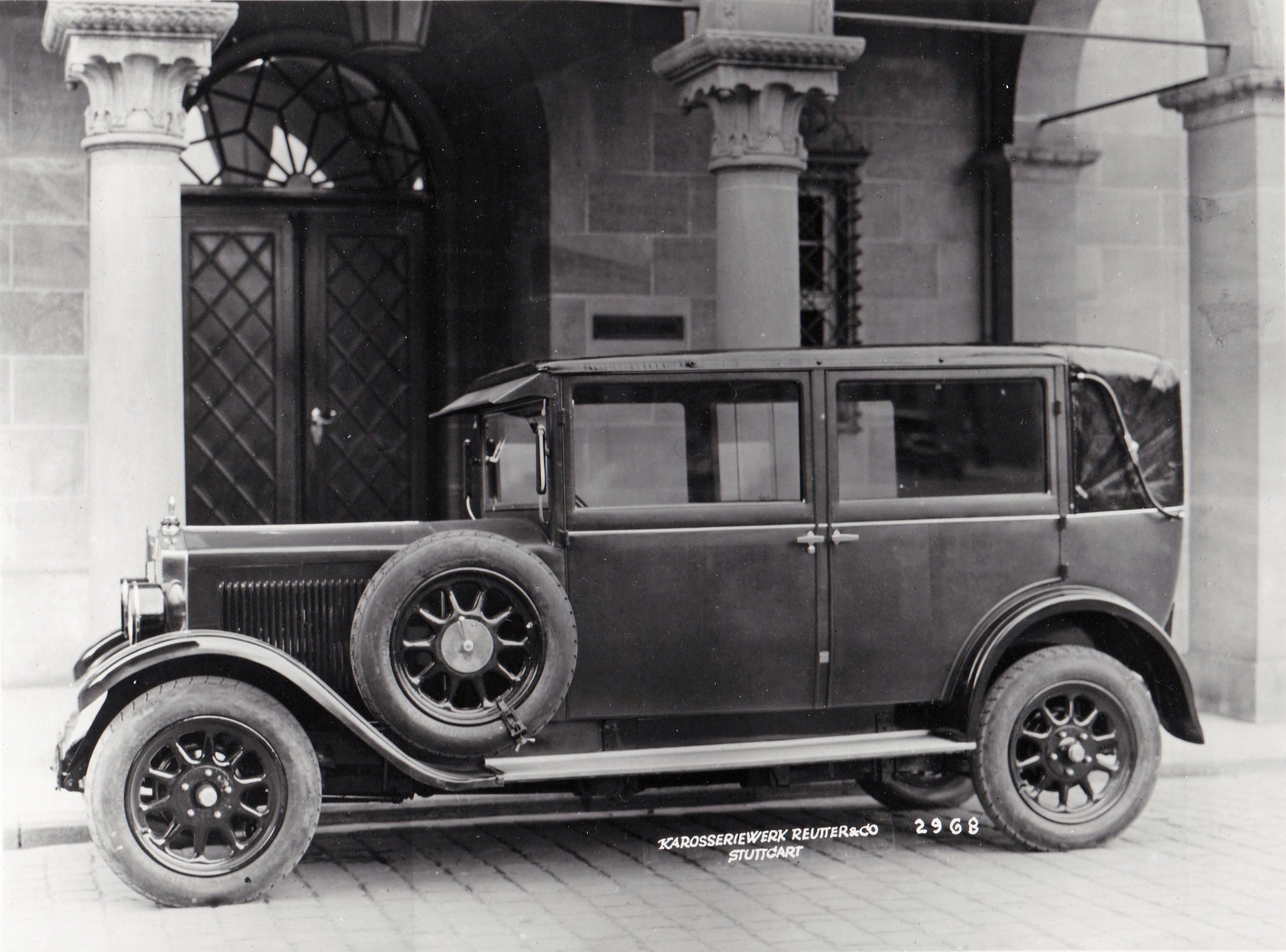
Selve Typ 12/50PS

Всього було випущено близько 3000 автомобілів цієї марки, з яких збереглося лише кілька примірників, один з них можна побачити в Ризькому автомобільному музеї.

## Список автомобілів Selve
- 1919 - Selve Typ 6/20PS
- 1920 - Selve Typ 8/30PS
- 1921 - Selve Typ 6/24PS
- 1923 - Selve Typ 8/32PS
- 1924 - Selve Typ 8/40PS Sport
- 1925 - Selve Typ 11/45PS
  - Selve Typ 9/36PS
- 1926 - Selve Typ M6
- 1928 - Selve Typ 12/50PS
  - Selve Selecta